# The Mikado
Pour les articles homonymes, voir Mikado.

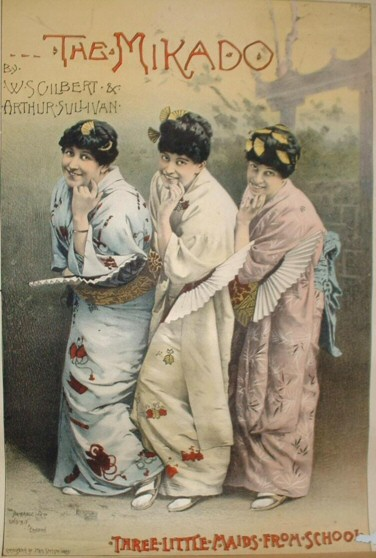
Three Little Maids from School : une production de 1885.

The Mikado or, The Town of Titipu (Le Mikado, ou la Ville de Titipu, ou, plus simplement, Le Mikado) est une opérette datant de 1885, œuvre du dramaturge William S. Gilbert et du compositeur Arthur Sullivan. C'est la neuvième des quatorze collaborations de Gilbert et Sullivan et est l'une des plus jouées du duo avec The Pirates of Penzance et H.M.S. Pinafore.
La première représentation eut lieu le 14 mars 1885, à Londres, et se joua au Savoy Theatre pendant 672 représentations, ce qui est la deuxième plus longue série de représentations d'une œuvre théâtrale musicale, et l'une des plus longues séries à cette époque pour une œuvre théâtrale en général.
Certains airs de cet opéra comme Three Little Maids from School ou I've Got a Little List demeurent extrêmement populaires de nos jours dans la culture anglo-saxonne et ont connu de nombreuses adaptations et parodies.

## Distribution

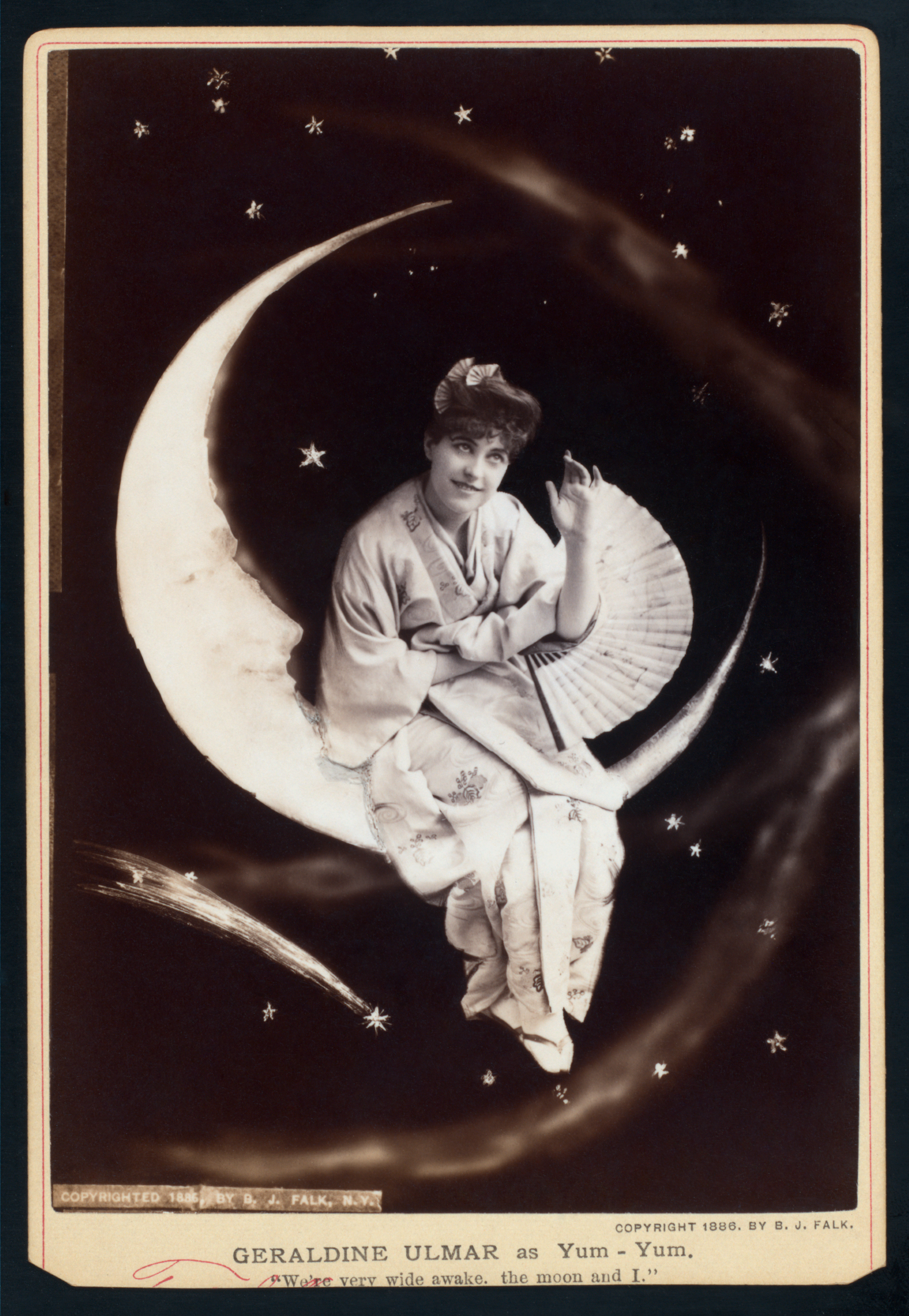
Geraldine Ulmar, assise sur la Lune, joue Yum-Yum dans The Mikado. Vers 1885 et 1886.

- Le Mikado du Japon (basse ou baryton-basse)
- Nanki-Poo, son fils, déguisé en ménestrel ambulant et amoureux de Yum-Yum (ténor)
- Ko-Ko, le Haut-Bourreau de Titipu (baryton comique)
- Pooh-Bah, Haut-Tout-le-Reste (baryton)
- Pish-Tush, un noble (baryton)
- Yum-Yum, sous la tutelle de Ko-Ko et fiancée à celui-ci (soprano)
- Pitti-Sing, sous la tutelle de Ko-Ko (mezzo-soprano)
- Peep-Bo, sous la tutelle de Ko-Ko (soprano ou mezzo-soprano)
- Katisha, une femme âgée amoureuse de Nanki-Poo (contralto)
- Chœur des écolières, des nobles, des gardes, foule.

## Intrigue

### Acte I
Les habitants de la ville de Titipu sont rassemblés (If you want to know who we are). Le ménestrel Nanki-Poo entre alors sur scène et se présente (A wand'ring minstrel I). Il demande à la ronde des nouvelles de sa dulcinée, Yum-Yum, laquelle est fiancée au tailleur Ko-Ko.
Nanki-Poo a appris que Ko-Ko avait été condamné à mort pour flirt, et voit là une occasion de pouvoir s'entretenir avec Yum-Yum. Pish-Tush, un gentilhomme de passage, lui rappelle que le Mikado a effectivement passé un décret condamnant à mort les coureurs de jupons, causant de vives inquiétudes parmi toutes les couches de la population (Our great Mikado, virtuous man). Mais la lettre de la loi a été utilisée pour détourner l'esprit du décret : le premier sur la liste à devoir être exécuté, Ko-Ko, a été promu au rang de Haut-Bourreau. Il lui faudrait donc se couper lui-même la tête avant de couper celle des autres. Ceci ayant peu de chances de se produire, les exécutions sont suspendues.
De plus, le rang de Haut-Bourreau est le rang plus élevé auquel un citoyen peut prétendre. Les hauts fonctionnaires de l'État ne pouvant supporter être sous les ordres d'un ancien tailleur, ont tous démissionné. Seul Pooh-Bah s'est porté volontaire pour occuper tous leurs postes à la fois (et toucher tous leurs salaires).
Pooh-Bah apprend à Nanki-Poo que Yum-Yum épousera Ko-Ko dans la journée lorsqu'elle rentrera de l'école (Young man, despair).
Ko-Ko fait son entrée sur scène (Behold the Lord High Executioner). Il apprend à la population que si un jour il doit agir professionnellement, il a une petite liste de personnes à exécuter, parasites de la société et enquiquineurs, qui ne manqueront à personne (As some day it may happen).
Yum-Yum et deux de ses sœurs adoptives, Peep-Bo et Pitti-Sing, reviennent de leur école de jeunes filles (Comes a train of little ladies, Three little maids from school).
Nanki-Poo annonce à Ko-Ko son amour pour Yum-Yum (Were you not to Ko-Ko plighted). Ko-Ko ne s'en formalise pas mais le fait dégager. Ko-Ko invite ensuite ses filles à présenter leurs respects à Pooh-Bah avec les respects dus à son rang, mais ce dernier ne veut pas de formalités (So Please you Sir, we much regret).
Nanki-Poo arrive à s'entretenir avec Yum-Yum et lui apprend qu'il est le fils du Mikado, et a donc le rang qu'il sied pour l'épouser. Il lui révèle également qu'il a été contraint à se déguiser en ménestrel pour fuir une vieille femme de la cour de son père, Katisha, qui le poursuit de ses assiduités. Nanki-Poo et Yum-Yum se lamentent sur leur sort qui les empêche d'être unis (Were you not to Ko-Ko plighted).
Pish-Tush révèle qu'il est porteur d'un nouveau décret du Mikado. Si aucune exécution n'est menée dans le mois, le rang de Haut-Bourreau sera supprimé et la ville perdra son statut de cité et deviendra un village, ce qui occasionnera sa ruine. Ko-Ko s'interroge sur la personne à exécuter. Pish-Tush et Pooh-Bah lui font remarquer qu'il est le premier sur la liste des condamnés à morts. Ko-Ko fait remarquer que l'auto-décapitation est extrêmement difficile, dangereux, et que le suicide est un crime capital. Il nomme Pooh-Bah Haut-substitut, mais ce dernier refuse prestement cet honneur (I am so proud).
Ko-Ko se rend compte que Nanki-Poo est sur le point de se suicider par désespoir. Ko-Ko tente de le dissuader de cette idée dans un premier temps, puis passe un marché avec lui : il autorisera Nanki-Poo à épouser Yum-Yum si, au terme du mois, il accepte de se faire exécuter.
Le mariage de Nanki-Poo et Yum-Yum est célébré par la foule (With aspect stern and gloomy stride), mais les réjouissances sont interrompues par l'arrivée de Katisha qui réclame Nanki-Poo en épousailles. La foule éprouve de la sympathie envers Nanki-Poo et incite Katisha à partir. Cette dernière essaie de dévoiler le secret de Nanki-Poo, mais les chants de la foule couvrent sa voix. Elle quitta la scène en jurant de se venger.

### Acte II
Yum-Yum se fait coiffer pour son mariage (Braid the raven hair) et s'extasie devant sa propre beauté, allant à se comparer à la Lune et au Soleil (The sun whose rays). Nanki-Poo cherche à se remonter le moral face à la courte durée de leur union (Brightly dawns our wedding-day). Malheureusement, Ko-Ko arrive avec de mauvaises nouvelles : selon une loi du Mikado, la femme d'un condamné à mort doit être enterrée vive. Cette loi n'a jamais été exécutée car le seul crime puni de mort est le flirt, lequel n'est pas pratiqué par les hommes mariés.
L'idée du mariage apparaît moins attrayante à Yum-Yum et Nanki-Poo hésite entre tenir sa promesse de se marier et vouer sa femme à une mort horrible, ou se faire exécuter avant le mariage et savoir que Ko-Ko épousera Yum-Yum (Here's a how-de-do!").
Tous apprennent l'arrivée imminente du Mikado. Nanki-Poo demande que Ko-Ko le décapite séance tenante, mais il s'avère que Ko-Ko a trop bon cœur et est incapable de tuer ne serait-ce qu'une mouche. Ko-Ko envoie Nanki-Poo et Yum-Yum se marier en cachette ; il promet de mentir au Mikado et de présenter de fausses preuves du bon déroulement de l'exécution.

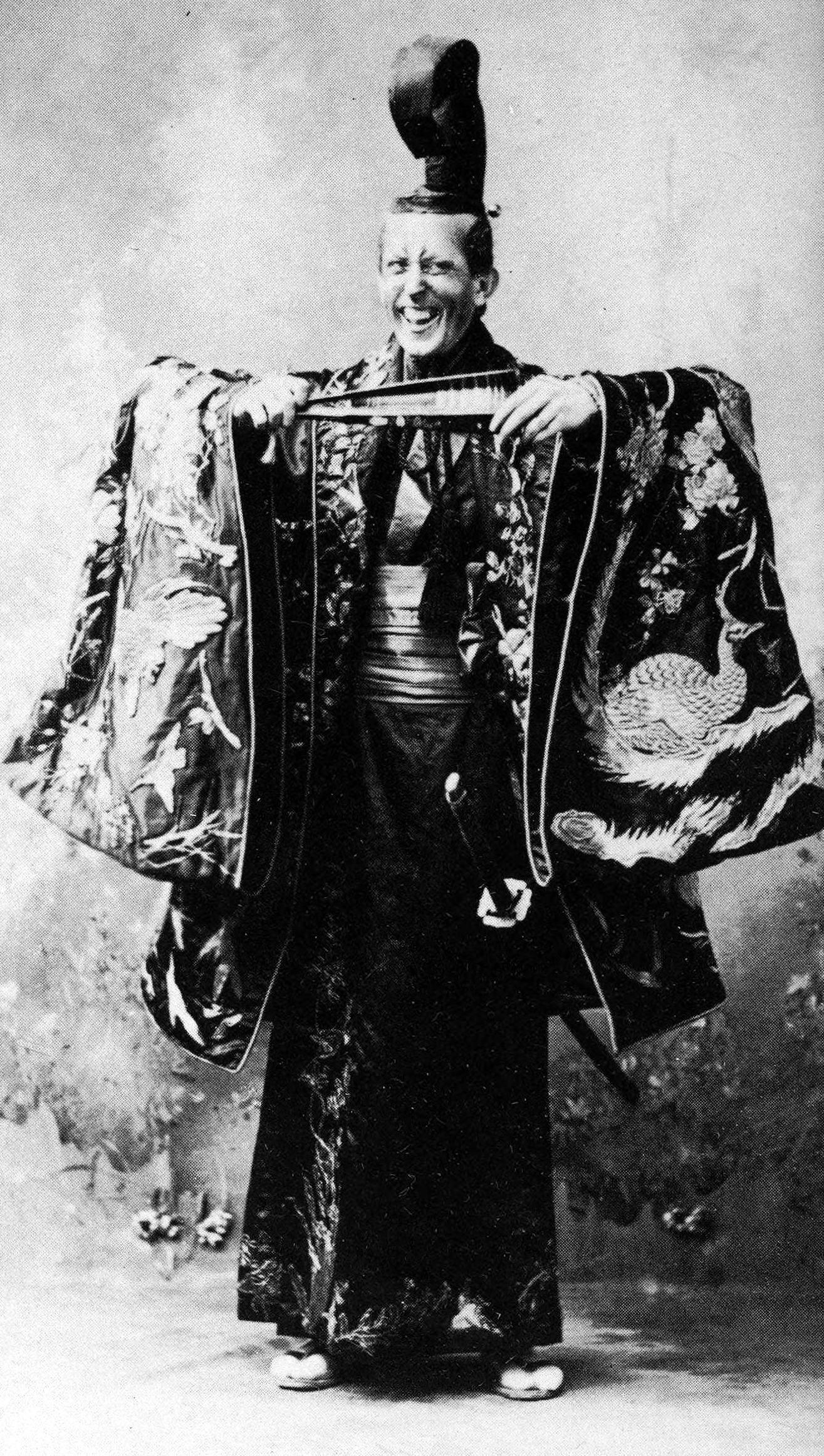
Le Mikado : une production de 1895.

Le Mikado arrive avec sa procession, accompagné de Katisha, laquelle ne manque pas la moindre occasion de se mettre en avant (Miya-sama). Le Mikado se présente comme un philanthrope, qui aspire à ce qu'un jour son système de punition soit parfait (A more humane Mikado). Ko-Ko, croyant que le Mikado vient vérifier le bon déroulement de l'exécution, invente une description fort imagée de celle-ci (The criminal cried), aidé de Pitti-Sing et Pooh-Bah, ce dernier représentant nombre de témoins.
Le Mikado annonce cependant le véritable objet de sa visite : il est à la recherche de son fils. Apprenant le nom du fils du Mikado, tous paniquent et prétendent que celui-ci est parti à l'étranger. Mais Katisha lit le nom du condamné à mort sur les certificats de décès.
Le Mikado se montre pleinement compréhensif (See How the Fates), mais malheureusement une loi punit les régicides, même par ignorance. Le Mikado discute avec Katisha des tortures horribles qui attendent Ko-Ko, Pooh-Bah et Pitti-Sing.
En attendant son exécution, Ko-Ko tente de convaincre Nanki-Poo de revenir, mais celui-ci redoute Katisha. Il propose à Ko-Ko de la demander en mariage : une fois celle-ci mariée, elle ne pourra plus nuire à Nanki-Poo et il pourra sortir de sa retraite sans crainte (The flowers that bloom in the spring). L'idée ne plait guère à Ko-Ko, mais il s'y résigne.
Trouvant Katisha en train de porter le deuil de Nanki-Poo (Alone, and yet alive), il se jette à ses pieds et la demande en mariage. Katisha le rejette au début, puis se montre sensible (Tit-willow) et accepte (There is beauty in the bellow of the blast).
Une fois le mariage célébré, elle demande au Mikado grâce pour Ko-Ko et ses compagnons. Nanki-Poo se présente alors, provoquant la fureur de Katisha.
Le Mikado est étonné de voir Nanki-Poo en vie alors qu'on lui avait décrit l'exécution avec force détails. Ko-Ko se justifie en expliquant que dès lors qu'un ordre impérial a été proclamé, le condamné est légalement mort avant même son exécution, et que s'il est mort, pourquoi ne pas le dire ? L'explication ravit le Mikado et Titipu célèbre le mariage de Nanki-Poo et Yum-Yum (For he's gone and married Yum-Yum).

## Dans la culture populaire
En 1978, la dernière partie de la comédie policière Drôle d'embrouille, avec Goldie Hawn et Chevy Chase se déroule à l'Opéra de San Francisco où une représentation du Mikado a lieu. Entre suspense et humour, la prestation scénique de l'opérette est alors très perturbée par le dénouement de l'histoire.
La création de The Mikado est au cœur du film Topsy-Turvy, sorti en 1999.
L'auteur américain Fritz Leiber fait référence à l'opérette dans son roman court Le Loup solitaire: le premier « Mémoriseur » est nommé Pooh-Bah par celui qui le porte, et le texte comporte des allusions au Mikado, à Ko-Ko et aux décapitations.
Philip K. Dick, dans The Penultimate Truth (La vérité avant-dernière) (1964), évoque Le Mikado lorsqu'il déclare que "la meilleure stratégie (pour imposer la paix à la planète) reposait sur une idée découverte cinq mille ans auparavant par les Phéniciens. Elle avait jadis été résumée (...) dans la comédie musicale de Gilbert et Sullivan Le Mikado. S'il suffit de prétendre qu'un homme a été exécuté pour satisfaire tout le monde, pourquoi ne pas se contenter de l'affirmer au lieu de le faire ? " (coll. "J'ai lu", n° 910, 1979, p. 65-66).